# Guglielmi di Vulci
I marchesi Guglielmi di Vulci sono una nobile famiglia di Civitavecchia, originaria del borgo umbro di Legogne, presso Norcia (ora vi abitano quindici abitanti). Esistono altre casate con questo nome: i Guglielmi d'Antognolla, di Iesi, Firenze, Pistoia, Siena, Pinerolo. Si trasferirono a Civitavecchia nella metà del Settecento e aumentarono considerevolmente le loro proprietà terriere estendendole fino a Montalto di Castro, con acquisti immobiliari a Roma, compresa l'Isola Sacra presso la foce del Tevere, dove fu eretta una villa. Nel 1862 il papa Pio IX concesse a Felice il rango di marchese di Vulci e di Montebello, riconosciuto formalmente nel 1901 e inserito nel Libro d'oro della nobiltà italiana. La loro aristocrazia era, dunque, recente e basata sul potere economico, similmente a quella dei Pacelli e dei Torlonia

## Storia

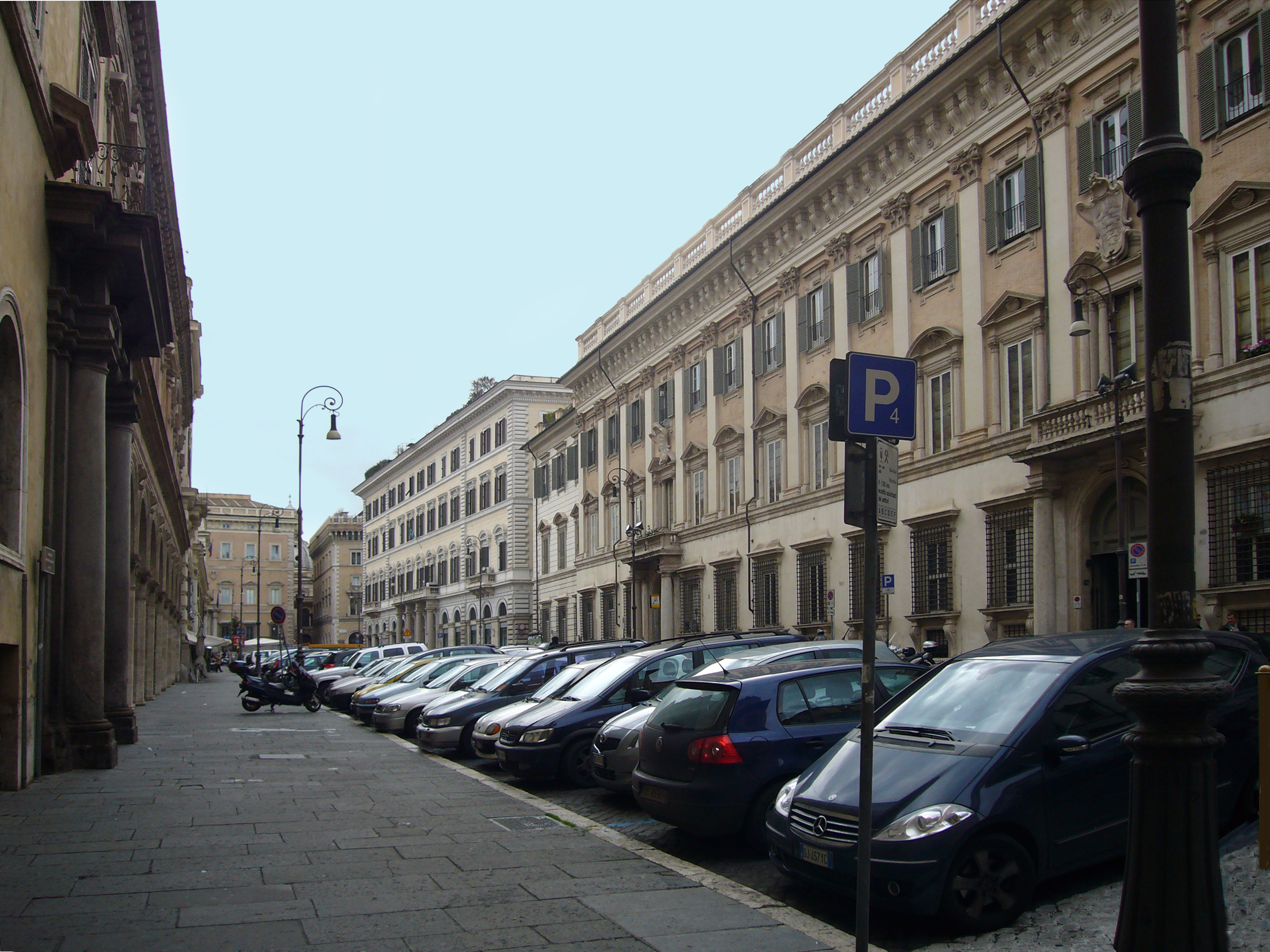
Piazza Santi Apostoli a Roma: il palazzo Guglielmi in fondo a destra

L'etimologia del cognome Guglielmi proviene dal tedesco Willihelm originato da wilja (volontà) e helma (elmo), ovvero chi è sostenuto dalla determinazione.
Felice Guglielmi (1803-1893) era figlio di Francesca D'Ardia e di Giulio, i cui ascendenti, giunti dalla Valnerina, avevano stabilito la propria residenza a Civitavecchia per motivi di lavoro. Lui e suo fratello Benedetto riuscirono a costituire un cospicuo patrimonio fondiario tanto da ricevere gli elogi del console francese Stendhal per aver guadagnato, con il grano, un milione di scudi. Sia il padre che Benedetto ricoprirono cariche importanti, come gonfaloniere e deputato provinciale facendo sì che la famiglia conseguisse una prestigiosa posizione economica, tra le più significative del tempo, attraverso attività agricole e finanziarie.
I Guglielmi si interessarono soprattutto ai siti archeologici, quale quello di Vulci, e misero insieme una prestigiosa collezione di manufatti etruschi conservati prima nel loro palazzo di Civitavecchia, poi, nel 1935, donati ai Musei Vaticani. Nel 1862 Felice (non era sposato), unitamente ai figli di suo fratello Benedetto (coniugato con Carolina Torti), Giulio (1845-1916) e Giacinto I (1847-1911), furono ricompensati dal pontefice Pio IX con il titolo di marchesi di Vulci e Montebello. I due giovani erano nati a Civitavecchia e da Giacinto discesero le ultime generazioni dei Guglielmi.
Giacinto I, senatore e sindaco di Civitavecchia e Montalto di Castro, sposò Isabella Berardi e, nel 1887 acquistò per la somma di 10.000 lire, nell'Isola Maggiore sul lago Trasimeno, il trecentesco convento francescano che fece inglobare in un eclettico castello, con grande parco e molo d'approdo, inaugurato nel 1891. Divenne la residenza estiva preferita dalla famiglia (l'altra era la villa Rovere, vicino al mare, a Montalto) dove si organizzavano feste e ricevimenti, assai ambiti dalla nobiltà romana e locale. Si ricorda anche una visita della regina Elena. La loro figlia Elena promosse, tra le isolane, la lavorazione del pregiato merletto a punto Irlanda che viene ancora lavorato, venduto o esposto in un piccolo museo appositamente allestito in via Guglielmi.
Il castello, arredato sontuosamente, fu abbandonato dai Guglielmi nel 1975 e venduto nel 1990 da Giacinto II. I lenti restauri ancora non l'hanno riportato all'antico splendore.
I Guglielmi possedevano molti edifici tra cui emergono: il palazzo di Civitavecchia (distrutto dai bombardamenti del 1943/44), la terrazza panoramica (donata al comune), il castello di Montalto di Castro e il palazzo, a Roma, in piazza Santi Apostoli, dove abitualmente risiedevano. La tenuta di Montalto, ampia 4.400 ettari, ospita tuttora un importante allevamento di cavalli di razza Spineta. Il marchese e senatore (1929-1944) Giorgio I vi organizzò una battuta di caccia cui parteciparono influenti gerarchi fascisti e nazisti, quali Achille Starace e Heinrich Himmler. Le tombe gentilizie dei Guglielmi si trovano nel cimitero monumentale di Civitavecchia e nell'omonima cappella della chiesa di Santa Maria dell'Orazione e Morte.
Giacinto I e la marchesa Isabella (il castello sul lago venne chiamato, in suo onore, Villa Isabella) ebbero Giorgio I (1879-1945) che sposò Anna Grazioli Della Rovere e furono genitori di Rita e di Giacinto II (1923-2011). Questi, coniugato con Hilda Cini, fu il padre di Giorgio II (nato nel 1951, marito di Nice Attolico - dalla quale sono nati Marita e Giulio - e attuale capo della casata); di Vittorio, di due anni più piccolo, che generò Giorgia e Giacinto dalla consorte Patricia Borges da Fonseca; di Isabella, vittima nel 1985 di un indegno sequestro di persona; di Lyda (in Massimo Lancellotti). Giorgio II è stato molte volte, nel Palio di Siena, un abile mossiere.
I Guglielmi contribuirono pure alla costruzione, a Civitavecchia, del Teatro Traiano, della linea ferroviaria per Roma e di pubblici edifici a Montalto.
Il padre del famoso attore Rodolfo Valentino, il veterinario ed esperto di araldica Giovanni Guglielmi di Valentina D'Antonguella, era certo di essere imparentato con i nobili Guglielmi di Roma, i Guglielmi d'Antognolla, non congiunti con quelli di Vulci e possessori dell'omonimo castello, situato nelle pendici settentrionali del monte Tezio.
La blasonatura di una variante dell'arma dei Guglielmi è la seguente: d'azzurro alla guglia di rosso piantata su un piedistallo d'argento, caricata da un elmo di nero e sormontata da un elmo d'argento sostenente una colomba dello stesso accostata da due gigli d'oro.

## Galleria d'immagini

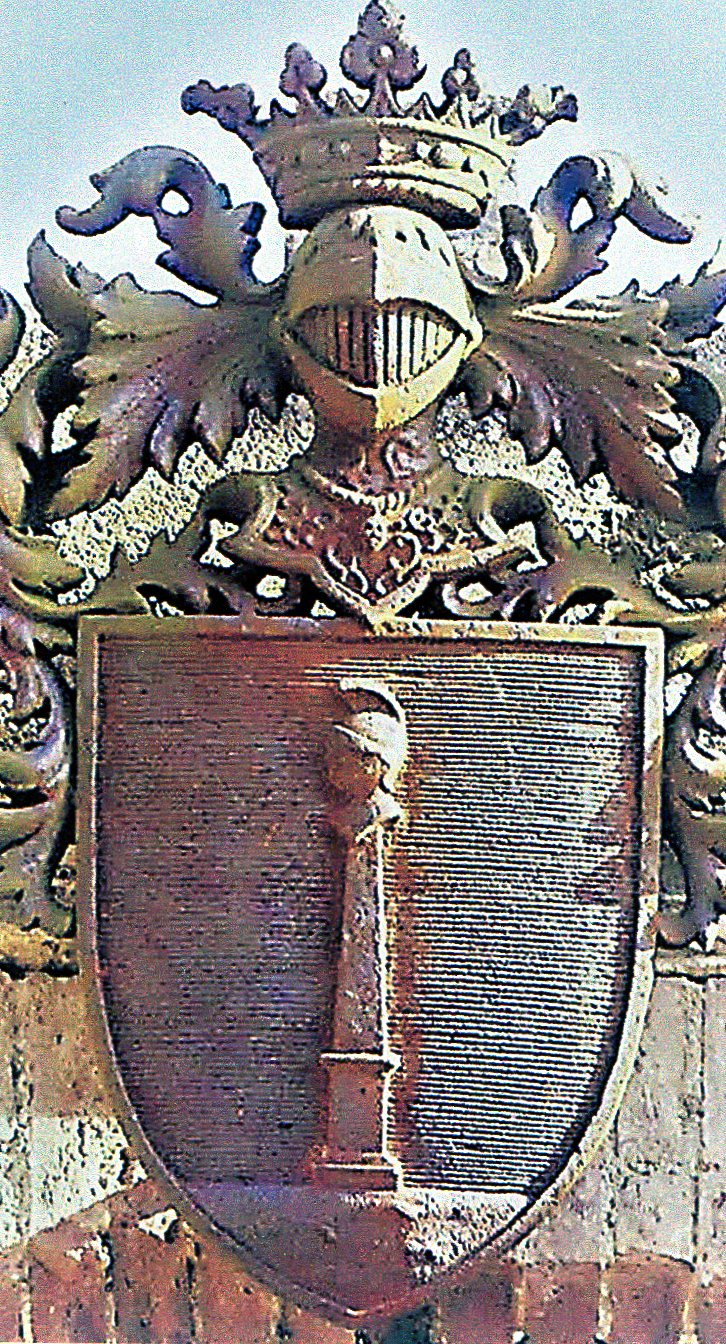
Il blasone in ferro battuto nel cancello d'ingresso del castello Guglielmi
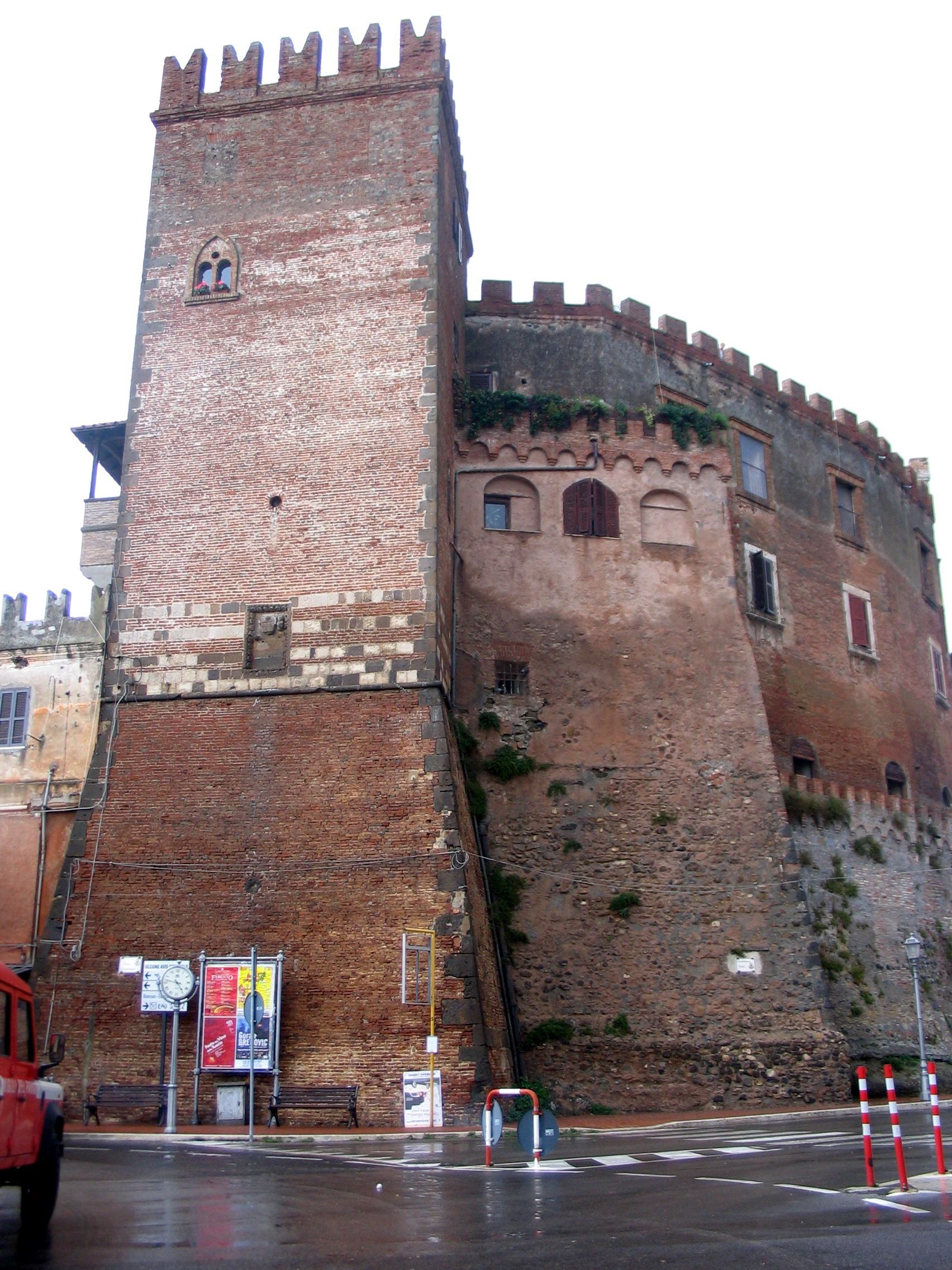
Castello Guglielmi a Montalto di Castro
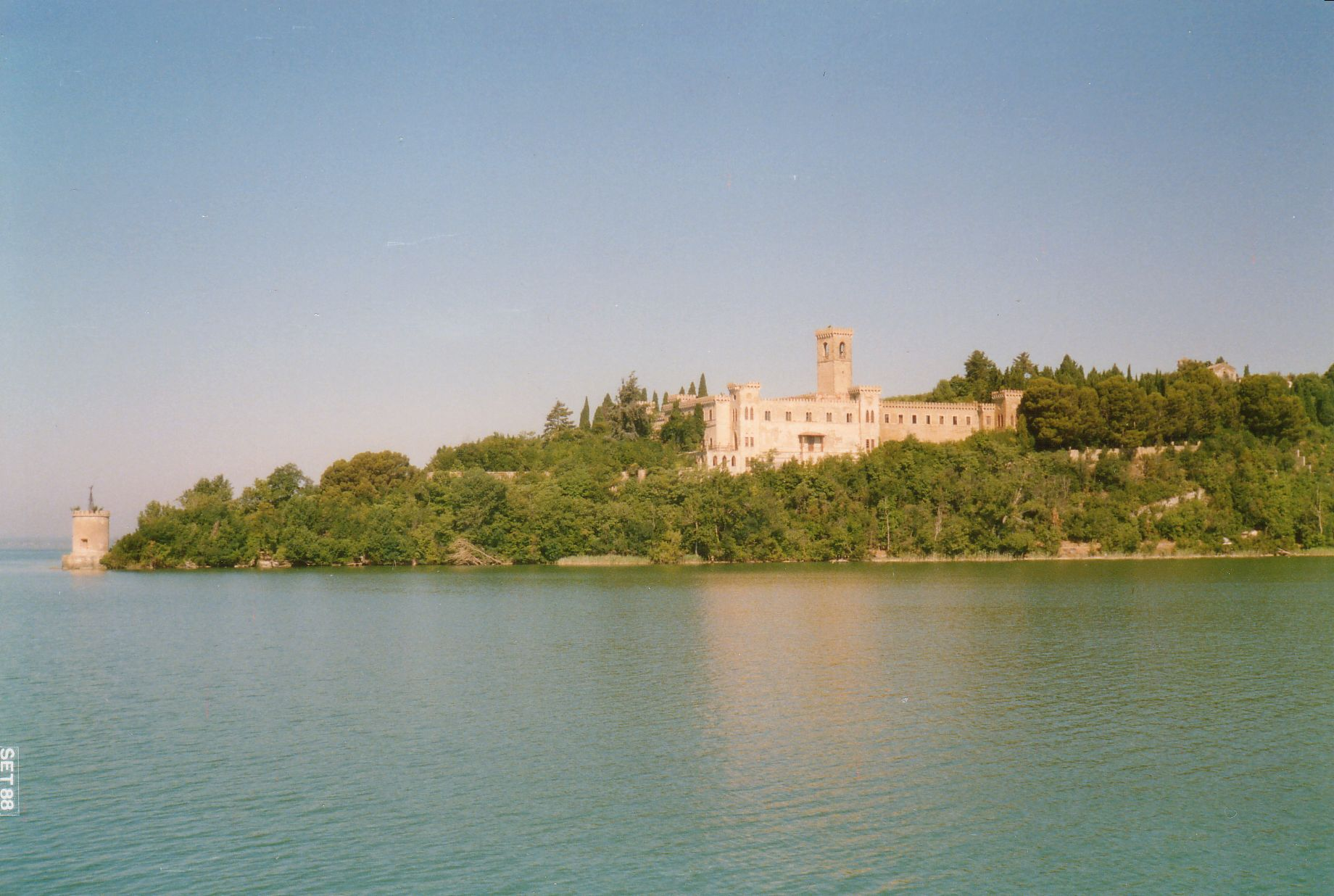
Castello Guglielmi a Isola Maggiore
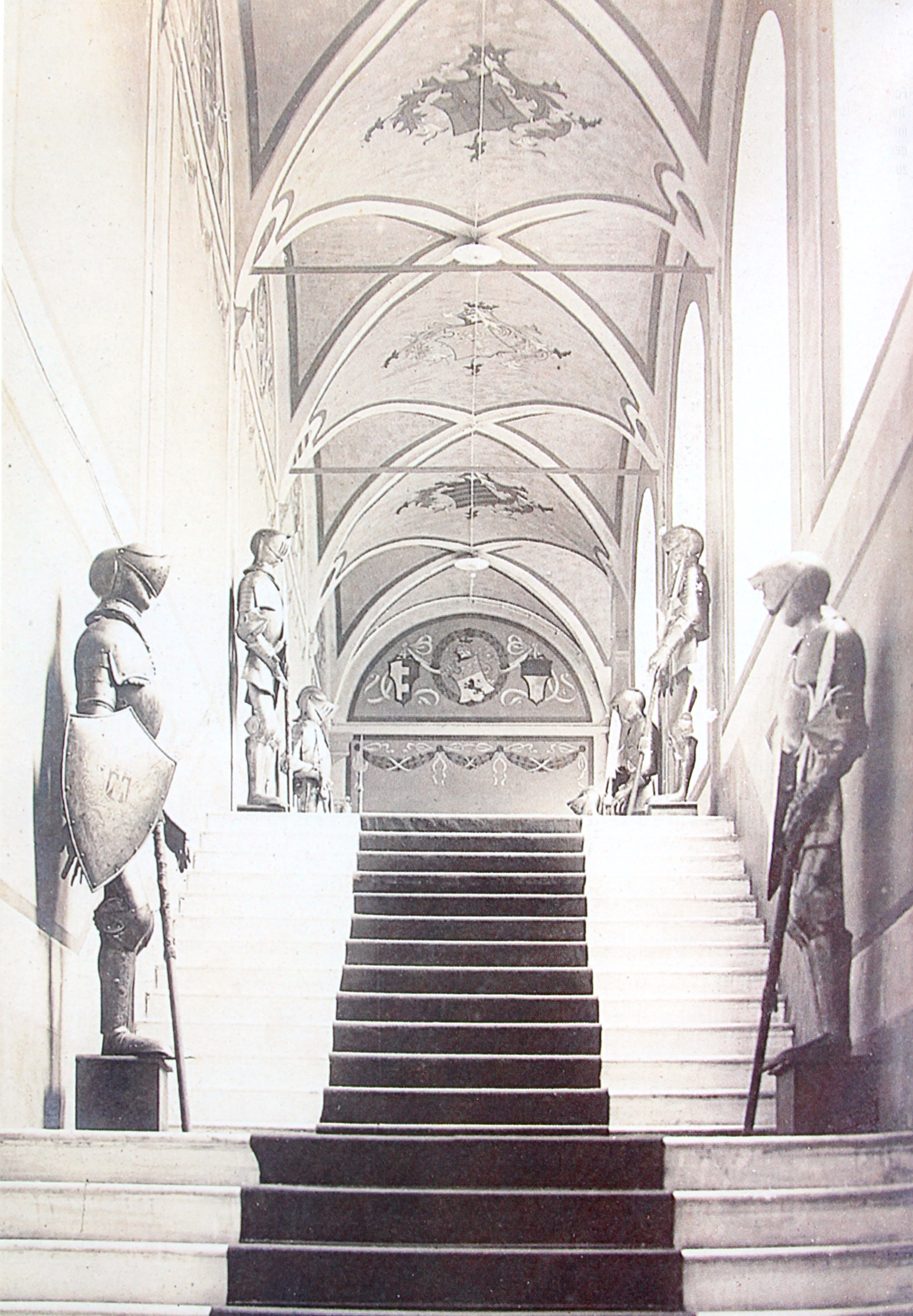
Lo scalone d'onore del castello Guglielmi
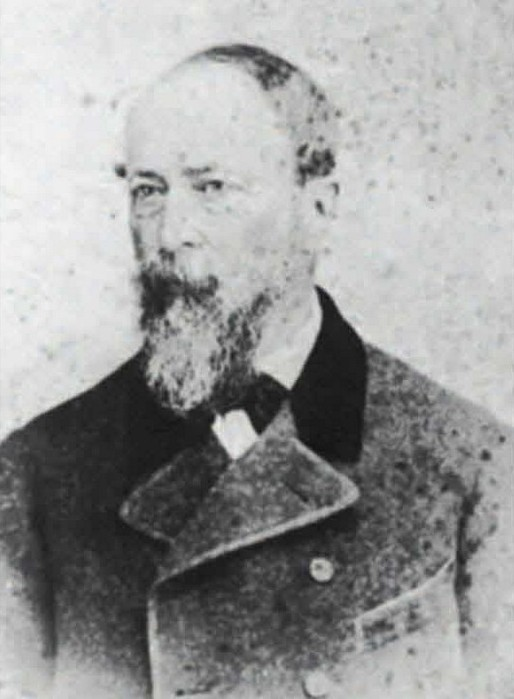
Marchese Giacinto I Guglielmi di Vulci
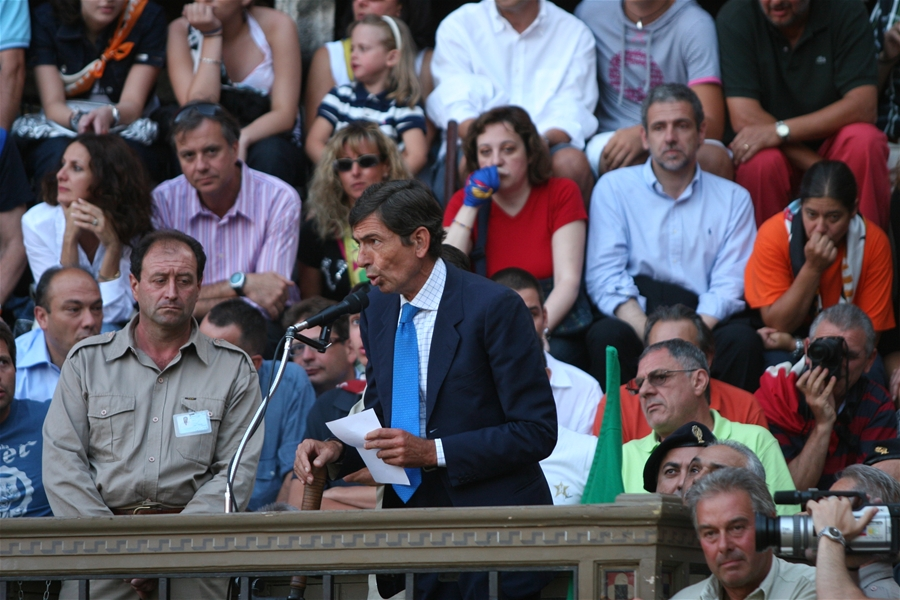
Il marchese Giorgio Guglielmi di Vulci svolge il ruolo di mossiere nel Palio di Siena (2 luglio 2007)
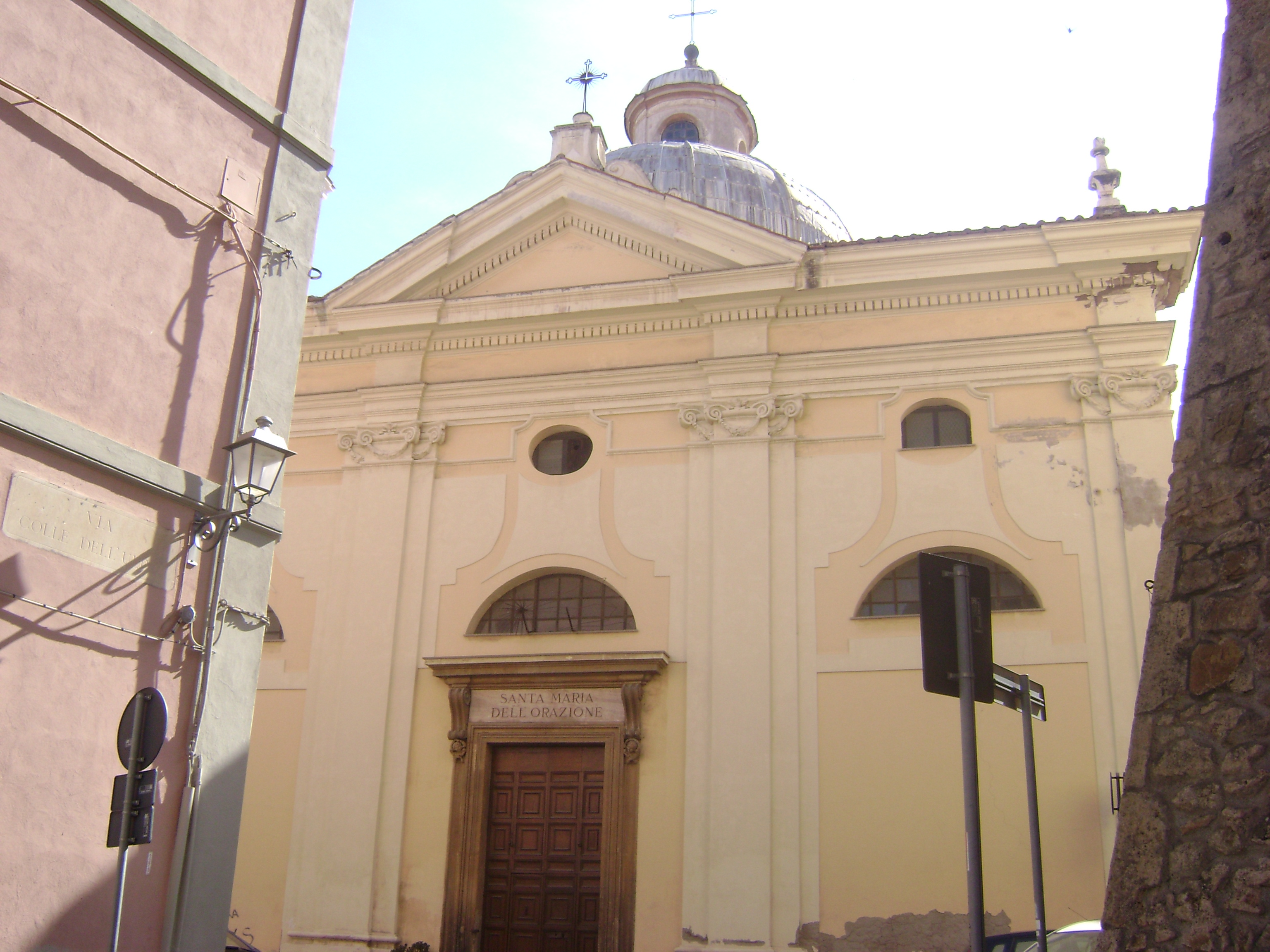
Chiesa dell'Orazione e morte a Civitavecchia, luogo di sepoltura dei Guglielmi
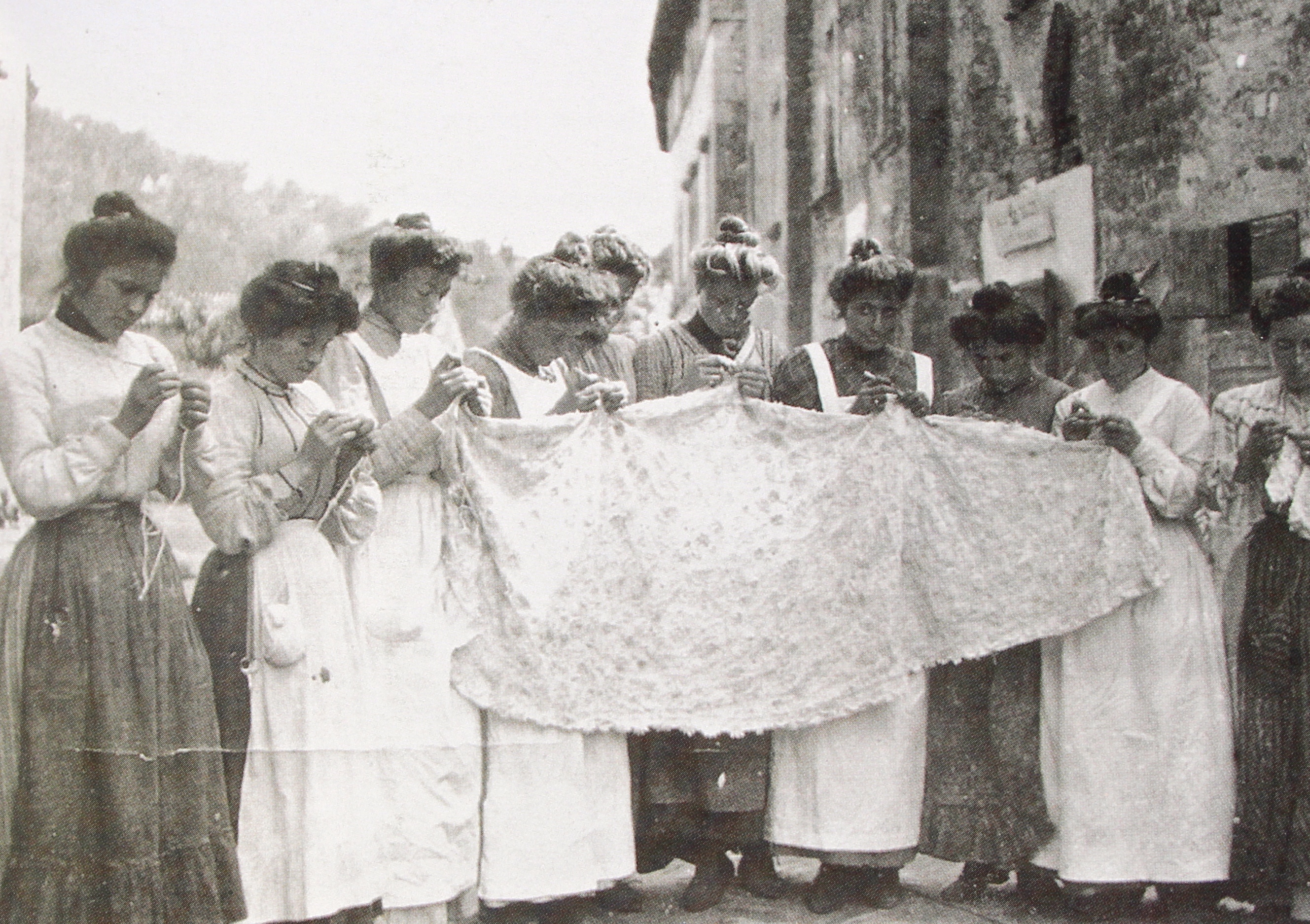
Le merlettaie di Isola Maggiore
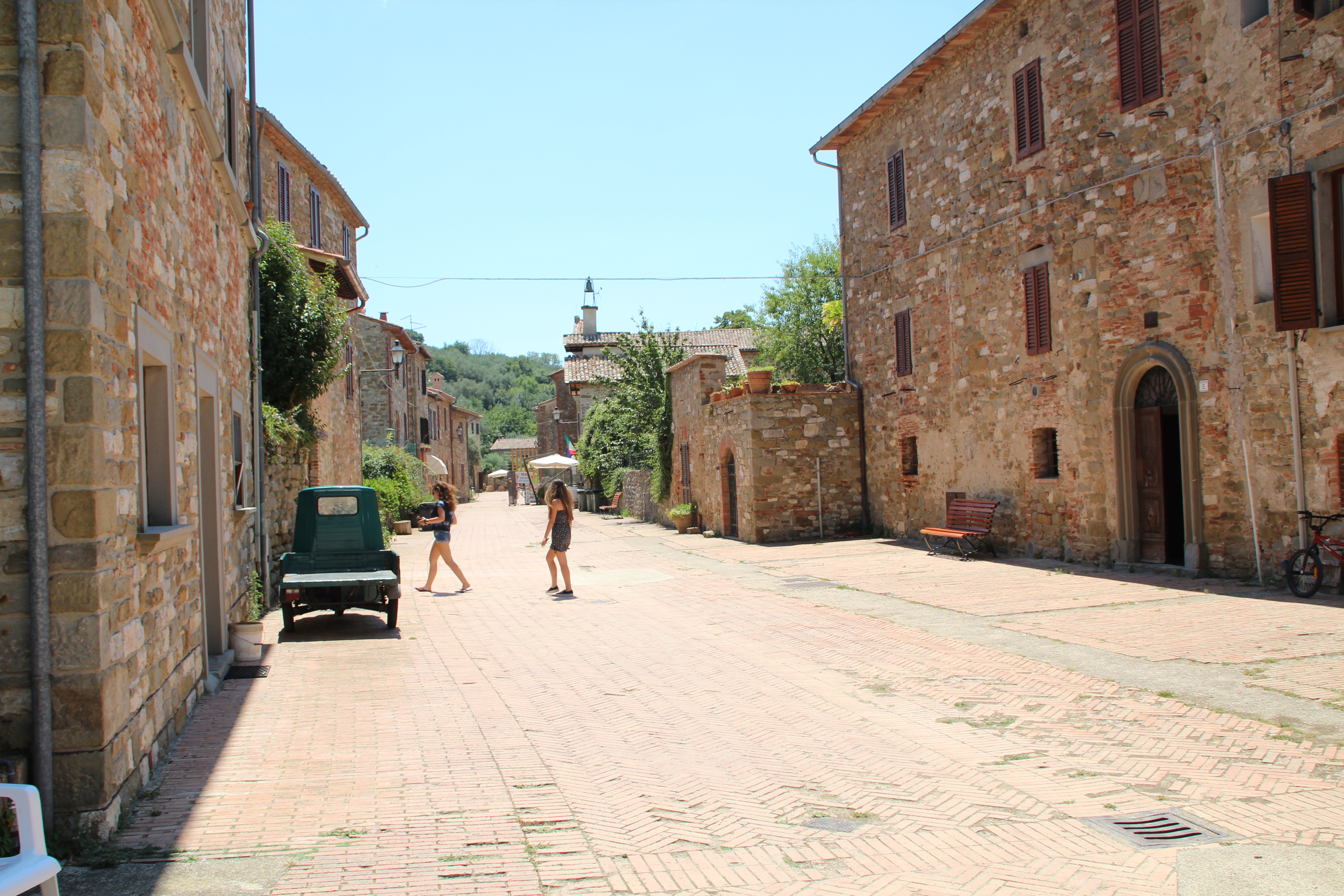
Via Guglielmi a Isola Maggiore